# UCI Europe Tour 2016
De UCI Europe Tour 2016 is de twaalfde editie van de UCI Europe Tour, een van de vijf continentale circuits op de wielerkalender 2016 van de UCI. In tegenstelling tot voorgaande jaren tellen worden ook de punten behaald door renners van World Tour ploegen meegeteld.
Dit is een overzichtspagina met klassementen, ploegen en de winnaars van de belangrijkste UCI Europe Tour wedstrijden in 2016.

## Uitslagen belangrijkste wedstrijden
In deze lijst zijn opgenomen: alle wedstrijden van de UCI Europe Tour-kalender van de categorieën 1.HC, 1.1, 1.2, 2.HC, 2.1 en 2.2.

### Januari
| Datum | Wedstrijd                                | Categorie | Winnaar            | Etappewinnaars |
| ----- | ---------------------------------------- | --------- | ------------------ | -------------- |
| 28    | Trofeo Santanyi-SesSalines-Campos (2016) | 1.1       | André Greipel      |                |
| 29    | Trofeo Pollença-Port de Andratx (2016)   | 1.1       | Gianluca Brambilla |                |
| 30    | Trofeo Serra de Tramuntana (2016)        | 1.1       | Fabian Cancellara  |                |
| 31    | Trofeo Palma (2016)                      | 1.1       | André Greipel      |                |
| 31    | GP La Marseillaise (2016)                | 1.1       | Dries Devenyns     |                |

### Februari
| 1 | Bryan Coquard    |
| 2 | Bryan Coquard    |
| 3 | Sylvain Chavanel |
| 4 | Ángel Madrazo    |
| 5 | Jérôme Coppel    |

| 1 | Wout Poels        |
| 2 | Daniel Martin     |
| 3 | Dylan Groenewegen |
| 4 | Wout Poels        |
| 5 | Stijn Vandenbergh |

| 1 | FDJ           |
| 2 | Arnaud Démare |
| 3 | Andrij Hryvko |
| 4 | Jan Bakelants |

| 1 | Daniele Bennati    |
| 2 | Nacer Bouhanni     |
| 3 | Ben Swift          |
| 4 | Tejay van Garderen |
| 5 | Alejandro Valverde |

| 1 | Marcel Kittel     |
| 2 | Luis León Sánchez |
| 3 | Fabian Cancellara |
| 4 | Marcel Kittel     |
| 5 | Alberto Contador  |

| 1 | Tom-Jelte Slagter |
| 2 | Arthur Vichot     |

| 1 | Thomas Voeckler   |
| 2 | Davide Martinelli |
| 3 | Fernando Gaviria  |

### Maart
| Proloog | Tom Bohli         |
| 1       | Dylan Groenewegen |
| 2       | Timothy Dupont    |

| Proloog | Eric Young      |
| 1       | Markus Eibegger |
| 2       | Martijn Tusveld |
| 3       | Matej Mugerli   |

| 1 | August Jensen |
| 2 | Will Routley  |

| 1 | Imanol Estévez         |
| 2 | Enric Mas              |
| 3 | Johim Ariesen          |
| 4 | Jarno Gmelich Meijling |
| 5 | Rémi Cavagna           |

| Proloog | Lucas Liss          |
| 1       | Timothy Dupont      |
| 2       | Olivier Pardini     |
| 3       | Timothy Dupont      |
| 4       | Benoît Sinner       |
| 5       | Baptiste Planckaert |
| 6       | Timothy Dupont      |

| 1a | Manuel Belletti |
| 1b | Gazprom-RusVelo |
| 2  | Sergej Firsanov |
| 3  | Jakub Mareczko  |
| 4  | Stefano Pirazzi |

| 1 | Sam Bennett   |
| 2 | Thibaut Pinot |
| 3 | Thibaut Pinot |

| 1  | Alexander Kristoff |
| 2  | Elia Viviani       |
| 3a | Marcel Kittel      |
| 3b | Maciej Bodnar      |

### April
| 1  | Bram Welten        |
| 2  | Mads Würtz Schmidt |
| 3a | Jonathan Dibben    |
| 3b | Mads Würtz Schmidt |

| 1  | Marc Fournier    |
| 2a | Bryan Coquard    |
| 2b | Anton Vorobjov   |
| 3  | Anton Vorobjov   |
| 4  | Juan José Lobato |

| 1 | Rémi Cavagna      |
| 2 | Nicolas Vereecken |
| 3 | Olivier Pardini   |
| 4 | Alo Jakin         |

| 1 | Michael Goolaerts |
| 2 | Russell Downing   |
| 3 | Fridtjof Røinås   |
| 4 | Patrick Schelling |
| 5 | Jeff Vermeulen    |

| 1 | Jan-Willem van Schip |
| 2 | Darijus Džervus      |
| 3 | Ike Groen            |
| 4 | Essaïd Abelouache    |

| 1 | Carlos Betancur    |
| 2 | Alejandro Valverde |
| 3 | Alejandro Valverde |

| 1 | Noorwegen       |
| 2 | Fabio Jakobsen  |
| 3 | Andreas Stokbro |

| 1 | Giacomo Nizzolo    |
| 2 | Mark Cavendish     |
| 3 | Giacomo Nizzolo    |
| 4 | Riccardo Zoidl     |
| 5 | Tinkoff            |
| 6 | Sondre Holst Enger |

| 1 | Astana Pro Team |
| 2 | Mikel Landa     |
| 3 | Tanel Kangert   |
| 4 | Tanel Kangert   |

| 1 | Przemysław Niemiec |
| 2 | Peio Bilbao        |
| 3 | André Greipel      |
| 4 | Sacha Modolo       |
| 5 | Jakub Mareczko     |
| 6 | Jaime Rosón        |
| 7 | Sacha Modolo       |
| 8 | Jakub Mareczko     |

| 1 | František Sisr   |
| 2 | Boris Vallée     |
| 3 | Cyrille Patoux   |
| 4 | Adrien Costa     |
| 5 | Boris Vallée     |
| 6 | Thomas Rostollan |
| 7 | Nick Schultz     |

| Proloog | Hamish Schreurs   |
| 1       | Alan Banaszek     |
| 2       | Michał Paluta     |
| 3       | Hamish Schreurs   |
| 4       | Ken-Levi Eikeland |

| 1 | Dylan Groenewegen |
| 2 | Danny van Poppel  |
| 3 | Thomas Voeckler   |

| 1 | Hugh Carthy     |
| 2 | Carlos Betancur |
| 3 | Daniel Moreno   |

### Mei
| 1 | Bryan Coquard   |
| 2 | Bryan Coquard   |
| 3 | Bryan Coquard   |
| 4 | Xandro Meurisse |
| 5 | Kenny Dehaes    |

| 1 | Phil Bauhaus        |
| 2 | Maksym Averin       |
| 3 | Matej Mugerli       |
| 4 | Luca Wackermann     |
| 5 | Michael Schwarzmann |

| 1 | Coen Vermeltfoort   |
| 2 | Raphael Freienstein |
| 3 | Afgelast            |
| 4 | Sérgio Sousa        |
| 5 | Coen Vermeltfoort   |

| 1 | Oleksandr Polivoda |
| 2 | Alois Kaňkovský    |
| 3 | Jiří Polnický      |

| 1 | Juan José Lobato      |
| 2 | Juan Sebastián Molano |

| 1 | Daniel Schorn    |
| 2 | Lennard Hofstede |
| 3 | Jérôme Baugnies  |
| 4 | Yannis Yssaad    |

| 1  | BMC Development Team |
| 2  | Lukas Schlemmer      |
| 3a | Rémi Cavagna         |
| 3b | Pascal Ackermann     |
| 4  | Pascal Ackermann     |

| 1 | Eduard Prades  |
| 2 | José Gonçalves |
| 3 | Joni Brandão   |

| 1 | Nacer Bouhanni |
| 2 | Nacer Bouhanni |
| 3 | Kenny Dehaes   |

| 1 | Steele Von Hoff      |
| 2 | Pieter Weening       |
| 3 | Mads Pedersen        |
| 4 | Edvald Boasson Hagen |
| 5 | Edvald Boasson Hagen |

| 1 | Johim Ariesen    |
| 2 | Maximilian Beyer |
| 3 | Maximilian Beyer |
| 4 | Johim Ariesen    |
| 5 | Mateusz Taciak   |
| 6 | Maciej Paterski  |

| 1 | Bjorg Lambrecht |
| 2 | Rémy Rochas     |
| 3 | Élie Gesbert    |
| 4 | Scott Davies    |

| Proloog | Florian Bissinger |
| 1       | Egan Bernal       |
| 2       | Marco Benfatto    |
| 3       | Marco Benfatto    |

| 1 | Aidis Kruopis |
| 2 | Aidis Kruopis |
| 3 | Rémi Cavagna  |

| 1 | Taco van der Hoorn |
| 2 | Eoin Morton        |
| 3 | James Gullen       |
| 4 | Nicolai Brøchner   |
| 5 | Wouter Mol         |
| 6 | Aaron Gate         |
| 7 | Edward Dunbar      |
| 8 | Nicolai Brøchner   |

| Proloog | Wout van Aert  |
| 1       | Edward Theuns  |
| 2       | Dries Devenyns |
| 3       | Afgelast       |
| 4       | Zico Waeytens  |

| 1 | Grzegorz Stępniak |
| 2 | Roman Majkin      |

| 1 | Truls Engen Korsæth |
| 2 | Adrian Aas Stien    |
| 3 | Amund Grøndahl      |

| 1  | Serhij Lahkoeti    |
| 2a | Kolss Cycling Team |
| 2b | Sjarhej Papok      |
| 3  | Sjarhej Papok      |

### Juni
| Proloog | Jempy Drucker    |
| 1       | André Greipel    |
| 2       | Philippe Gilbert |
| 3       | Anthony Turgis   |
| 4       | Philippe Gilbert |

| proloog | Bryan Coquard     |
| 1       | Francesco Chicchi |
| 2       | Bryan Coquard     |
| 3       | Thomas Scully     |

| 1 | Daniel Auer     |
| 2 | David Gaudu     |
| 3 | Bjorg Lambrecht |

| Proloog | Dennis Bakker    |
| 1       | Matteo Malucelli |
| 2       | Mauro Finetto    |
| 3       | Markus Eibegger  |
| 4       | Stephan Rabitsch |
| 5       | Jan Tratnik      |

| 1 | Martijn Budding      |
| 2 | Dries De Bondt       |
| 3 | Boris Vallée         |
| 4 | Nathan Van Hooydonck |

| 1 | Dariusz Batek    |
| 2 | Mateusz Komar    |
| 3 | Marek Rutkiewicz |

| 1 | Filippo Fortin         |
| 2 | Georgi Petrov Georgiev |
| 3 | Matej Mugerli          |
| 4 | Konstantin Klimjankow  |
| 5 | Filippo Fortin         |
| 6 | Patrick Gamper         |

| 1 | Jos van Emden     |
| 2 | Wesley Kreder     |
| 3 | Dylan Groenewegen |
| 4 | Sep Vanmarcke     |
| 5 | Wim Stroetinga    |

| 1 | Vincenzo Albanese |
| 2 | Phil Bauhaus      |
| 3 | Markus Eibegger   |
| 4 | Lukas Pöstlberger |

| 1 | Alexis Guerin       |
| 2 | Harm Vanhoucke      |
| 3 | Pierre-Luc Périchon |
| 4 | Adrien Costa        |
| 5 | Tao Geoghegan Hart  |

| 1 | Bryan Coquard  |
| 2 | Bryan Coquard  |
| 3 | Nairo Quintana |
| 4 | Marc Soler     |
| 5 | Arnaud Démare  |

| 1 | Jens Keukeleire  |
| 2 | Rein Taaramäe    |
| 3 | Diego Ulissi     |
| 4 | Aleksandr Porsev |

| Proloog | Sándor Szalontay     |
| 1       | Mihkel Räim          |
| 2       | Ahmed Amine Galdoune |
| 3       | Gediminas Kaupas     |
| 4       | Chris Butler         |
| 5       | Rok Korošec          |

| 1 | Paweł Franczak      |
| 2 | Jasper Hamelink     |
| 3 | Rémi Cavagna        |
| 4 | Iván García Cortina |
| 5 | Jawhen Sobal        |

### Juli
| Proloog | Will Clarke       |
| 1       | Nicola Ruffoni    |
| 2       | Clément Venturini |
| 3       | Brendan Canty     |
| 4       | Jan Hirt          |
| 5       | Simone Sterbini   |
| 6       | Nicola Ruffoni    |
| 7       | Frederik Backaert |

| Proloog | Andrei Nechita    |
| 1       | Steele Von Hoff   |
| 2       | Nikolaj Michajlov |
| 3       | Kirill Pozdnjakov |
| 4       | Davide Viganò     |

| Proloog | Rafael Reis          |
| 1       | João Benta           |
| 2       | Raul Alarcon         |
| 3       | Gustavo César Veloso |

| 1 | BMC Development Team  |
| 2 | Mark Padoen           |
| 3 | Maximilian Schachmann |
| 4 | Kilian Frankiny       |
| 5 | Edward Ravasi         |

| 1 | Xuban Errazkin |
| 2 | Luis Gomes     |
| 3 | Miguel Flórez  |
| 4 | Roller Diagama |

| 1 | Tom Boonen     |
| 2 | Boris Vallée   |
| 3 | Dimitri Claeys |
| 4 | Matteo Trentin |
| 5 | Dries Devenyns |

| Proloog | Adrian Banaszek  |
| 1       | Maximilian Beyer |
| 2       | Matti Manninen   |
| 3       | Tomasz Kiendyś   |

| Proloog | Rafael Reis              |
| 1       | Daniel Mestre            |
| 2       | Francesco Gavazzi        |
| 3       | Will Clarke              |
| 4       | Gustavo César Veloso     |
| 5       | Vicente García de Mateos |
| 6       | Gustavo César Veloso     |
| 7       | José Gonçalves           |
| 8       | Jesús Ezquerra           |
| 9       | Daniel Mestre            |
| 10      | Gustavo César Veloso     |

| Proloog | Curtis White          |
| 1       | Timothy Dupont        |
| 2       | Timothy Dupont        |
| 3       | Maximilian Schachmann |
| 4       | Timothy Dupont        |

| 1 | Daniele Bennati    |
| 2 | Magnus Cort        |
| 3 | Michael Valgren    |
| 4 | Mads Würtz Schmidt |
| 5 | Phil Bauhaus       |

| 1 | Guillaume Gaboriaud |
| 2 | Valentin Madouas    |
| 3 | Valentin Madouas    |
| 4 | Yoann Paillot       |

### Augustus
| 1 | Danny van Poppel                 |
| 2 | Astana Pro Team (ploegentijdrit) |
| 3 | Danny van Poppel                 |
| 4 | Nathan Haas                      |
| 5 | Sergio Pardilla                  |

| 1  | Matti Manninen    |
| 2  | Kirill Pozdnjakov |
| 3a | Kirill Pozdnjakov |
| 3b | Matej Mugerli     |

| 1 | Matteo Trentin     |
| 2 | Tosh Van der Sande |
| 3 | Sam Oomen          |
| 4 | Alexandre Geniez   |

| 1 | Alexander Kristoff |
| 2 | Danny van Poppel   |
| 3 | Gianni Moscon      |
| 4 | John Degenkolb     |

| 1 | Cannondale-Drapac Pro Cycling Team (ploegentijdrit) |
| 2 | Sacha Modolo                                        |
| 3 | Diego Ulissi                                        |
| 4 | Baptiste Planckaert                                 |

| 1 | Joey Rosskopf   |
| 2 | Roman Majkin    |
| 3 | Sonny Colbrelli |
| 4 | Sonny Colbrelli |

| 1 | Vincenzo Albanese       |
| 2 | Amund Grøndahl          |
| 3 | Kristoffer Halvorsen    |
| 4 | Adrien Costa            |
| 5 | Jhon Anderson Rodríguez |
| 6 | David Gaudu             |
| 7 | Nick Schultz            |
| 8 | Neilson Powless         |

| Proloog | Silver Mäoma          |
| 1       | Aleksandr Koelikovski |
| 2       | Māris Bogdanovičs     |

| 1 | Nacer Bouhanni   |
| 2 | Tom Van Asbroeck |
| 3 | Nacer Bouhanni   |
| 4 | Sylvain Chavanel |
| 5 | Sonny Colbrelli  |

| 1 | ONE Pro Cycling (ploegentijdrit) |
| 2 | Chris Opie                       |

| 1 | Jevgeni Giditsj     |
| 2 | Filippo Fiorelli    |
| 3 | Marco Tecchio       |
| 4 | Oleksandr Polivoda  |
| 5 | Aleksandar Aleksiev |
| 6 | Vitalij Boets       |

| 1 | Leigh Howard           |
| 2 | Alexander Kristoff     |
| 3 | Alexander Kristoff     |
| 4 | Asbjørn Kragh Andersen |
| 5 | Alexander Kristoff     |

### September
| 1  | André Greipel     |
| 2  | Julien Vermote    |
| 3  | Ian Stannard      |
| 4  | Dylan Groenewegen |
| 5  | Jack Bauer        |
| 6  | Wout Poels        |
| 7a | Tony Martin       |
| 7b | Rohan Dennis      |
| 8  | Caleb Ewan        |

| 1 | František Sisr |  |
| 2 | Jan Tratnik    |  |

| 1 | Giovanni Visconti |
| 2 | Sam Bennett       |

| 1  | Verenigde Staten (ploegentijdrit) |
| 2  | Jan-Willem van Schip              |
| 3A | Miles Scotson                     |
| 3B | Kristoffer Halvorsen              |
| 4  | Kristoffer Halvorsen              |
| 5  | Christopher Latham                |
| 6  | Martijn Budding                   |

### Oktober
| Datum | Wedstrijd                           | Categorie | Winnaar           | Etappewinnaars |
| ----- | ----------------------------------- | --------- | ----------------- | -------------- |
| 2     | Piccolo Ronde van Lombardije (2016) | 1.2U      | Harm Vanhoucke    |                |
| 2     | Eurométropole Tour (2016)           | 1.1       | Dylan Groenewegen |                |
| 2     | Ronde van de Vendée (2016)          | 1.1       | Nacer Bouhanni    |                |
| 3     | Ronde van het Münsterland (2016)    | 1.HC      | John Degenkolb    |                |
| 4     | Binche-Chimay-Binche (2016)         | 1.1       | Arnaud Démare     |                |
| 6     | Parijs-Bourges (2016)               | 1.1       | Sam Bennett       |                |
| 9     | Parijs-Tours (2016)                 | 1.HC      | Fernando Gaviria  |                |
| 9     | Parijs-Tours U23 (2016)             | 1.2U      | Arvid de Kleijn   |                |
| 11    | Nationale Sluitingsprijs (2016)     | 1.1       | Roy Jans          |                |
| 23    | Chrono des Nations (2016)           | 1.1       | Vasil Kiryjenka   |                |

## Klassementen
Voor het algemeen klassement en voor het ploegenklassement, samengesteld door som van punten van de 8 renners met de meeste punten, worden alleen wedstrijden geteld van de UCI Europe Tour 2016. Voor Het landenklassement wordt daarentegen samengesteld door de 8 renners met de meeste punten die behaald zijn in alle continentale wedstrijden van de UCI. Het landenklassement bevat alleen landen die aangesloten zijn bij de Europese bond. De lijst wordt wekelijks op maandag door UCI gepubliceerd met als startdatum 10 januari. De eerste wedstrijden van de UCI Europe Tour waren eind januari en daardoor is er pas vanaf 31 januari een leider in het algemeen en ploegenklassement bekend.

### Eindstanden
Eindstanden na de laatste wedstrijd op 23 oktober 2016
| Rang | Renner              | Punten |
| ---- | ------------------- | ------ |
| 1    | Baptiste Planckaert | 1605   |
| 2    | Timothy Dupont      | 1425   |
| 3    | Sonny Colbrelli     | 1370   |
| 4    | Bryan Coquard       | 1333   |
| 5    | Dylan Groenewegen   | 1145   |
| 6    | Samuel Dumoulin     | 1145   |
| 7    | Diego Ulissi        | 1126   |
| 8    | Nacer Bouhanni      | 1035   |
| 9    | Francesco Gavazzi   | 954    |
| 10   | Petr Vakoč          | 910    |

| Rang | Ploegen                          | Punten |
| ---- | -------------------------------- | ------ |
| 1    | Wanty-Groupe Gobert              | 3015   |
| 2    | Direct Énergie                   | 2966   |
| 3    | Cofidis                          | 2953   |
| 4    | Caja Rural-Seguros RGA           | 2683   |
| 5    | Wallonie Bruxelles-Group Protect | 2469   |
| 6    | Bardiani CSF                     | 2244   |
| 7    | Veranda's Willems                | 2201   |
| 8    | Androni Giocattoli-Sidermec      | 2109   |
| 9    | Topsport Vlaanderen-Baloise      | 2038   |
| 10   | Bora-Argon 18                    | 1930   |

| Rang | Land                | Punten  |
| ---- | ------------------- | ------- |
| 1    | België              | 8044    |
| 2    | Italië              | 6943,75 |
| 3    | Frankrijk           | 6786    |
| 4    | Noorwegen           | 3871    |
| 5    | Spanje              | 3759    |
| 6    | Nederland           | 3738    |
| 7    | Verenigd Koninkrijk | 3718    |
| 8    | Duitsland           | 3410    |
| 9    | Denemarken          | 2685,5  |
| 10   | Tsjechië            | 2231    |

### Klassementsleiders
| Datum | Klassementsleider tussenstand UCI-ranking | Klassementsleider tussenstand UCI-ranking | Ploegenklassement UCI-ranking | Landenklassement UCI-ranking |
| ----- | ----------------------------------------- | ----------------------------------------- | ----------------------------- | ---------------------------- |
| 10-01 |                                           |                                           |                               | Nederland                    |
| 17-01 |                                           |                                           |                               | Nederland                    |
| 24-01 | Frankrijk                                 |                                           |                               |                              |
| 31-01 | André Greipel                             | Lotto Soudal                              | Lotto Soudal                  | Italië                       |
| 07-02 | André Greipel                             | Lotto Soudal                              | Lotto Soudal                  | Frankrijk                    |
| 14-02 | Andrea Fedi                               | Wilier Triestina-Southeast                | IAM Cycling                   | Italië                       |
| 21-02 | Alejandro Valverde                        | Movistar Team                             | FDJ                           | Italië                       |
| 28-02 | Petr Vakoč                                | Etixx-Quick Step                          | Etixx-Quick Step              | Italië                       |
| 06-03 | Petr Vakoč                                | Etixx-Quick Step                          | Etixx-Quick Step              | Italië                       |
| 13-03 | Petr Vakoč                                | Etixx-Quick Step                          | Etixx-Quick Step              | Italië                       |
| 20-03 | Petr Vakoč                                | Etixx-Quick Step                          | Etixx-Quick Step              | Italië                       |
| 27-03 | Petr Vakoč                                | Etixx-Quick Step                          | Etixx-Quick Step              | Italië                       |
| 03-04 | Petr Vakoč                                | Etixx-Quick Step                          | Etixx-Quick Step              | Italië                       |
| 10-04 | Dylan Groenewegen                         | Team LottoNL-Jumbo                        | Etixx-Quick Step              | België                       |
| 17-04 | Baptiste Planckaert                       | Wallonie-Bruxelles                        | Etixx-Quick Step              | België                       |
| 24-04 | Baptiste Planckaert                       | Wallonie-Bruxelles                        | Direct Énergie                | België                       |
| 01-05 | Baptiste Planckaert                       | Wallonie-Bruxelles                        | Direct Énergie                | België                       |
| 08-05 | Bryan Coquard                             | Direct Énergie                            | Direct Énergie                | Frankrijk                    |
| 15-05 | Bryan Coquard                             | Direct Énergie                            | Direct Énergie                | Frankrijk                    |
| 22-05 | Baptiste Planckaert                       | Wallonie-Bruxelles                        | Direct Énergie                | Frankrijk                    |
| 29-05 | Baptiste Planckaert                       | Wallonie-Bruxelles                        | Direct Énergie                | Frankrijk                    |
| 05-06 | Bryan Coquard                             | Direct Énergie                            | Direct Énergie                | Frankrijk                    |
| 12-06 | Baptiste Planckaert                       | Wallonie-Bruxelles                        | Direct Énergie                | België                       |
| 19-06 | Bryan Coquard                             | Direct Énergie                            | Direct Énergie                | Frankrijk                    |
| 26-06 | Bryan Coquard                             | Direct Énergie                            | Direct Énergie                | Frankrijk                    |
| 03-07 | Baptiste Planckaert                       | Wallonie-Bruxelles                        | Direct Énergie                | Frankrijk                    |
| 10-07 | Baptiste Planckaert                       | Wallonie-Bruxelles                        | Direct Énergie                | Frankrijk                    |
| 17-07 | Baptiste Planckaert                       | Wallonie-Bruxelles                        | Direct Énergie                | Frankrijk                    |
| 24-07 | Baptiste Planckaert                       | Wallonie-Bruxelles                        | Direct Énergie                | België                       |
| 31-07 | Baptiste Planckaert                       | Wallonie-Bruxelles                        | Direct Énergie                | België                       |
| 07-08 | Baptiste Planckaert                       | Wallonie-Bruxelles                        | Direct Énergie                | België                       |
| 14-08 | Baptiste Planckaert                       | Wallonie-Bruxelles                        | Direct Énergie                | België                       |
| 21-08 | Baptiste Planckaert                       | Wallonie-Bruxelles                        | Direct Énergie                | België                       |
| 28-08 | Baptiste Planckaert                       | Wallonie-Bruxelles                        | Direct Énergie                | België                       |
| 04-09 | Baptiste Planckaert                       | Wallonie-Bruxelles                        | Direct Énergie                | België                       |
| 11-09 | Baptiste Planckaert                       | Wallonie-Bruxelles                        | Direct Énergie                | België                       |
| 18-09 | Baptiste Planckaert                       | Wallonie-Bruxelles                        | Direct Énergie                | België                       |
| 25-09 | Baptiste Planckaert                       | Wallonie-Bruxelles                        | Direct Énergie                | België                       |
| 02-10 | Baptiste Planckaert                       | Wallonie-Bruxelles                        | Cofidis, Solutions Crédits    | België                       |
| 09-10 | Baptiste Planckaert                       | Wallonie-Bruxelles                        | Direct Énergie                | België                       |
| 16-10 | Baptiste Planckaert                       | Wallonie-Bruxelles                        | Wanty-Groupe Gobert           | België                       |
| 23-10 | Baptiste Planckaert                       | Wallonie-Bruxelles                        | Wanty-Groupe Gobert           | België                       |

Etappewedstrijden

 Ster van Bessèges · 
 Ronde van Valencia · 
 La Méditerranéenne · 
 Ronde van de Algarve · 
 Ruta del Sol · 
 Ronde van de Haut-Var · 
 Ronde van de Provence · 
 Driedaagse van West-Vlaanderen · 
 Internationale Wielerweek · 
 Internationaal Wegcriterium · 
 Driedaagse van De Panne-Koksijde · 
 Ronde van de Sarthe · 
 Ronde van Castilië en León · 
 Ronde van Trentino · 
 Ronde van Kroatië · 
 Ronde van Turkije · 
 Ronde van Yorkshire · 
 Ronde van Asturië · 
 Ronde van Azerbeidzjan · 
 Vierdaagse van Duinkerke · 
 Ronde van Madrid · 
 Ronde van Picardië · 
 Ronde van Cova da Beira · 
 Ronde van Noorwegen · 
 World Ports Classic · 
 Ronde van België · 
 Ronde van Estland · 
 Ronde van Luxemburg · 
 Boucles de la Mayenne · 
 Ster ZLM Toer · 
 Ronde van Slovenië · 
 Ronde van Oostenrijk · 
 Sibiu Cycling Tour · 
 Ronde van Rhône Alpes-Valromey · 
 Ronde van Wallonië · 
 Ronde van Denemarken · 
 Ronde van Portugal · 
 Ronde van Burgos · 
 Ronde van Gévaudan Languedoc-Roussillon · 
 Ronde van de Ain · 
 Ronde van Tsjechië · 
 Arctic Race of Norway · 
 Ronde van de Limousin · 
 Ronde van Poitou-Charentes · 
 Tour des Fjords · 
 Ronde van Groot-Brittannië · 
 Ronde van Toscane · 
 Eurométropole Tour
Eendaagse wedstrijden

 Trofeo Felanitx-Ses Salines-Campos-Porreres · 
 Trofeo Pollença-Port de Andratx · 
 Trofeo Serra de Tramuntana · 
 Trofeo Playa de Palma-Palma · 
 GP La Marseillaise · 
 Grote Prijs van de Etruskische Kust · 
 Ronde van Murcia · 
 Clásica de Almería · 
 Trofeo Laigueglia · 
 Omloop Het Nieuwsblad · 
 Classic Sud Ardèche · 
 GP Lugano · 
 Kuurne-Brussel-Kuurne · 
 La Drôme Classic · 
 Le Samyn · 
 Strade Bianche · 
 GP Industria & Artigianato · 
 Ronde van Drenthe · 
 Nokere Koerse · 
 GP Nobili Rubinetterie · 
 Handzame Classic · 
 Classic Loire-Atlantique · 
 Grote Prijs van Cholet-Pays de Loire · 
 Dwars door Vlaanderen · 
 Route Adélie de Vitré · 
 Grote Prijs Miguel Indurain · 
 Volta Limburg Classic · 
 Ronde van La Rioja · 
 Parijs-Camembert · 
 Scheldeprijs · 
 Klasika Primavera · 
 Brabantse Pijl · 
 GP Denain · 
 Ronde van de Finistère · 
 Ronde van de Apennijnen · 
 Tro-Bro Léon · 
 La Roue Tourangelle · 
 Rund um den Finanzplatz Eschborn-Frankfurt · 
 Velothon Wales · 
 Grote Prijs van de Somme · 
 Grote Prijs van Plumelec · 
 Boucles de l'Aulne  · 
 Velothon Berlin · 
 GP Kanton Aargau · 
 Ronde van Keulen · 
 Ronde van Limburg · 
 Velothon Copenhagen · 
 Halle-Ingooigem · 
 GP Cerami · 
 Velothon Stuttgart · 
 Prueba Villafranca de Ordizia · 
 Rad am Ring · 
 Circuito de Getxo · 
 RideLondon Classic · 
 Polynormande · 
 Dwars door het Hageland · 
 Arnhem-Veenendaal Classic · 
 GP Jef Scherens · 
 GP Stad Zottegem · 
 Druivenkoers Overijse · 
 Schaal Sels · 
 Brussels Cycling Classic · 
 GP Fourmies · 
 Velothon Stockholm · 
 Ronde van de Doubs · 
 GP van Wallonië · 
 Coppa Bernocchi · 
 Coppa Agostoni · 
 Kampioenschap van Vlaanderen · 
 Grote Prijs Impanis-Van Petegem · 
 Memorial Marco Pantani · 
 GP van Isbergues · 
 GP Industria & Commercio di Prato · 
 Coppa Sabatini · 
 Ronde van Emilia · 
 Duo Normand · 
 GP Beghelli · 
 Ronde van de Drie Valleien · 
 Milaan-Turijn · 
 Ronde van Piemonte · 
 Ronde van de Vendée · 
 Ronde van het Münsterland · 
 Binche-Chimay-Binche · 
 Parijs-Bourges · 
 Parijs-Tours · 
 Nationale Sluitingsprijs
2005 · 
2006 · 
2007 · 
2008 · 
2009 · 
2010 · 
2011 · 
2012 · 
2013 · 
2014 · 
2015 · 
2016 · 
2017 ·
2018 ·
2019 ·
2020 ·
2021 ·
2022 ·
2023 ·
2024 ·
2025
Belangrijkste etappewedstrijden

Internationaal Wegcriterium · Driedaagse Brugge-De Panne · Ronde van de Alpen · Vierdaagse van Duinkerke · Ronde van Beieren · Ronde van Noorwegen · Ronde van België · Ronde van Luxemburg · Ronde van Oostenrijk · Ronde van Wallonië · Ronde van Burgos · Ronde van Denemarken · Arctic Race of Norway · Ronde van Groot-Brittannië
Belangrijkste eendaagse wedstrijden

Trofeo Laigueglia · GP Lugano · GP Nobili Rubinetterie · Dwars door Vlaanderen · Scheldeprijs · Brabantse Pijl · GP Kanton Aargau · Brussels Cycling Classic · GP Fourmies · Primus Classic Impanis-Van Petegem · Ronde van de Drie Valleien · Milaan-Turijn · Ronde van Piemonte · Ronde van het Münsterland · Ronde van Emilia · Parijs-Tours · GP Bruno Beghelli